# 디어 평양
《디어 평양》(Dear Pyongyang)은 일본에서 제작된 양영희 감독의 2006년 다큐멘터리, 가족 영화이다. 이나바 토시야 등이 제작에 참여하였다. 미국판에는 한국어 및 영어 대화가 영어 자막으로 들어가있다.